# سان مارتن بولوجن
سان مارتن بولوجن (بالفرنسية: Saint-Martin-Boulogne)‏ هي بلدية تقع في إقليم باد كاليه من منطقة نور با دو كاليه في شمال فرنسا. تبلغ مساحة هذه المدينة 13.15 (كم²)، وترتفع عن سطح البحر 80 م، يبلغ عدد سكانها 11710 نسمة حسب إحصاء المعهد الوطني للإحصاء والدراسات الاقتصادية سنة 2009 م. وترأس Christian Bally البلدية خلال فترة (2010-2014).

## أعلام
- أليكسيس بوسين